# Sherpa (volk)

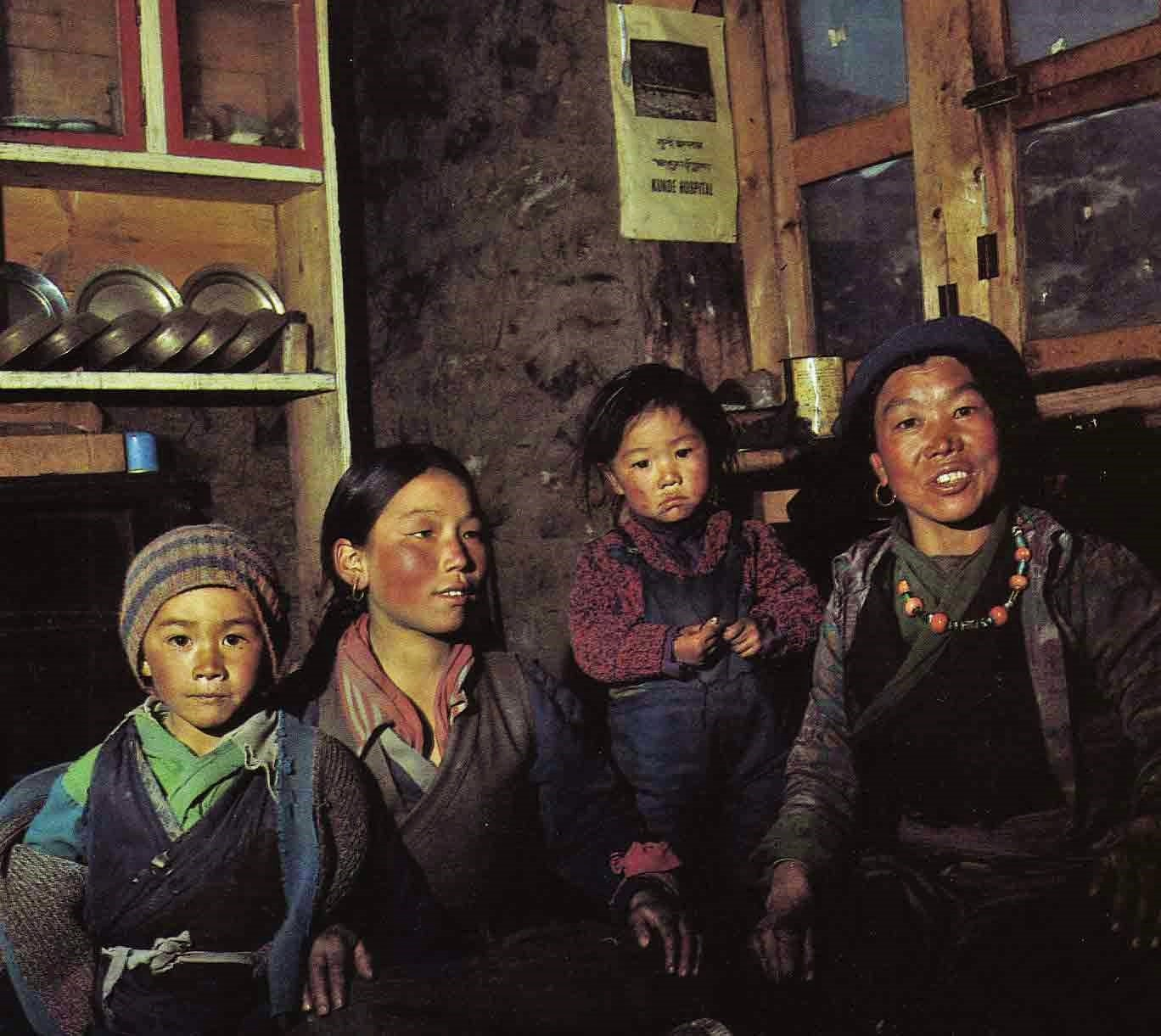
Een Sherpafamilie

Sherpa is een etnisch gezien Tibetaans volk. De naam Sherpa betekent 'mens komende uit het oosten'. Ze kwamen uit Tibet en vestigden zich eeuwen geleden in de bergdalen van Nepal, ten zuiden van het Himalayagebergte.
Het volk komt oorspronkelijk uit Kham, het oosten van Tibet, en zijn nauw verwant aan de Khampa's, de bewoners van dat gebied. De taal van de Sherpa's, het Sherpa, is een Tibetaans dialect dat wordt geschreven in het Tibetaanse alfabet. Ongeveer 500 jaar geleden trokken de Sherpa's over de Himalaya naar het Khumbugebied. Ze leefden daar eeuwenlang van de veeteelt, de landbouw en de zout-voor-graanhandel tussen Tibet en de Gangesvlakte.
De Sherpa's zijn in een grote  meerderheid aanhangers van het Tibetaans boeddhisme. De lama vervult een belangrijke rol in het dagelijks leven. De belangrijkste lama in de Khumbu is het hoofd van het klooster van Tengboche, die de titel rinpoche, "dierbare", draagt. Hij wordt beschouwd als de reïncarnatie van de eerste lama van het klooster. De totale Sherpapopulatie wordt geschat op circa 245.000 mensen.
Sherpa's zijn bekend geworden vanwege het begeleiden van toeristen en alpinisten die de Himalaya bezoeken. Ze werken als klimmer, drager en berggids.